# Фрике, Флориан
Флориан Фрике (нем. Florian Fricke; 23 февраля 1944, Линдау, Германия — 29 декабря 2001, Мюнхен) — немецкий музыкант, видный представитель направления краут-рок, основатель и многолетний лидер группы Popol Vuh.
Фрике известен также как один из первопроходцев электронной музыки, а впоследствии пионеров современной духовной и этнической музыки, автор музыки ко многим наиболее значимым фильмам немецкого режиссёра Вернера Херцога.

## Биография
Фрике начал играть на фортепиано в детстве, затем изучал технику игры на фортепиано, композицию и дирижёрское мастерство в консерваториях Фрайбурга и Мюнхена. Именно в Мюнхене в возрасте 18 лет Фрике увлекся новыми музыкальными направлениями, такими как фри-джаз. Он также начал снимать любительские короткометражные фильмы. В тот же период Фрике познакомился с Герхардом Аугустином, который будет его продюсером в течение многих лет .

### Popol Vuh
В 1970 году вместе с Холгером Трюлшем и Франком Фидлером Фрике основал группу Popol Vuh, взяв название в честь священного манускрипта народа майя. Фрике оставался лидером группы на протяжении всей своей жизни, его постоянным партнером по группе был гитарист и барабанщик Даниель Фихелшер.
Фрике был одним из первых музыкантов, который стал использовать синтезатор Муга III, с помощью которого были записаны два первых альбома Popol Vuh — Affenstunde и In den Gärten Pharaos. Исторически альбом Affenstunde 1970 года стал первым релизом экспериментального рока, полностью основанным на звучании синтезатора муга (с добавлением перкуссии для обеспечения мистического налета). В 1971 году второй альбом группы In Den Garten Pharaos продолжил слияние эмбиентных электронных текстур с традиционными, этническими инструментами, но сделал акцент на духовную тематику.
Эти записи и использованные на них инструменты оставили неизгладимый след в электронной музыке Германии. Однако вскоре Фрике демонстративно передал свой муг коллеге, немецкому музыканту Клаусу Шульце и ушёл из мира электронной музыки.
В 1972 году альбом Hosianna Mantra стал поворотным пунктом в карьере Popol Vuh, когда группа полностью отказалась от инструментальной электроники ради акустических инструментов, таких как гобой, конги, танпура, а также ввела женский вокал. Дальнейшее творчество Popol Vuh связано, прежде всего с духовной музыкой, синтезирующей влияния христианства и восточных религий, и акустической этнической музыкой, предвосхищая появление стиля нью-эйдж.
Всего за время своего существования группа выпустила 22 альбома. Среди них четыре альбома — Hosianna Mantra (1972), Seligpreisung (1973), Letzte Tage - Letzte Nächte (1976) и Aguirre, The Wrath of God (1976) вошли список 25 лучших альбомов краут-рока сайта Progarchives.

### Сотрудничество с другими артистами
Помимо работы над собственными проектами, Фрике сотрудничал со многими немецкими музыкантами. В 1972 году он участвовал в записи альбома Zeit группы Tangerine Dream и сотрудничал с Ренате Кнауп из Amon Düül II.
В 1973-74 годах вместе с Фихелшером Фрике входил в состав группы Gila, основанной бывшим гитаристом Popol Vuh Конни Вайтом.

### Сотрудничество с Вернером Херцогом
В 1967 году Фрике познакомился с кинорежиссёром Вернером Херцогом и на долгие годы стал его творческим партнером. В частности, Фрике (под именем Popol Vuh) написал музыку ко многим лучшим фильмам Вернера Херцога, таким как «Агирре, гнев божий» (1972), «Стеклянное сердце» (1976), «Носферату: призрак ночи» (1979), «Фитцкаральдо» (1982) и «Кобра Верде» (1987).
Музыкальный вклад Фрике в образный ряд Херцога часто считается одним из основных факторов, с помощью которых удалось выразить эмоции, скрытые с пейзажах и персонажах фильмов, над которыми они работали.
Фрике также сыграл небольшие роли в фильмах Херцога «Знаки жизни» (1968) и «Каждый за себя, и Бог против всех».

### Прочая деятельность
В 1992 году Фрике записал альбом, составленный из сочинений Моцарта.
Начиная с 1970-х годов, Фрике занимался музыкальной терапией. Он также разработал оригинальную форму терапии, названную Алфавит тела.
Вместе с бывшим членом Popol Vuh Франком Фидлером в качестве оператора Фрике создал серию фильмов духовного вдохновения, снятых в Синайской пустыне, Иерусалиме, Ливане, Месопотамии, Марокко, Афганистане, Тибете и Непале.
Флориан Фрике умер от инсульта в Мюнхене в 2001 году в возрасте 57 лет.

## Оценка
В октябре 2003 года Клаус Шульце написал:
«Флориан был и остается важным предвестником современной этнической и религиозной музыки. Он выбрал электронную музыку и свой большой муг, чтобы освободиться от ограничений традиционной музыки, но вскоре обнаружил, что не сможет от неё добиться многого, и вместо неё избрал акустический путь. В этом направлении он создал новый мир, который так любит Вернер Херцог, переводя схемы мышления электронной музыки в язык акустической этнической музыки».

## Сольные альбомы
1983 — Die Erde und ich sind Eins
1992 — Florian Fricke Plays Mozart